# Pixlr
Pixlr — облачный набор инструментов для редактирования изображений, включающий несколько фоторедакторов и сервис обмена фотографиями. Набор предназначен для рядового пользователя, однако приложения варьируются от простого до продвинутого уровня редактирования фотографий.
Платформа может использоваться на компьютерах, а также на смартфонах и планшетах через мобильное приложение. Pixlr совместим с различными форматами изображений, такими как JPEG, PNG, WEBP, GIF, PSD и PXZ (собственный формат документов Pixlr). В 2013 году Time включил Pixlr в список 50 лучших сайтов года.
Pixlr — онлайн фоторедактор, позволяющий бесплатно редактировать фотографии и создавать дизайны прямо в браузере.

## История
Компания Pixlr была основана в 2008 году Олой Севандерссон, шведским разработчиком. 19 июля 2011 года компания Autodesk объявила о приобретении пакета Pixlr. 123RF 24 апреля 2017 года 123RF приобрела Autodesk Pixlr за нераскрытую сумму и Севандерссон присоединился к компании.
Творческая библиотека Pixlr содержит множество оверлеев, декоративных текстов, иконок и стикеров. Хотя платформа бесплатна, она также предлагает некоторые подписки, с дополнительными возможностями.
В 2019 году платформа также провела ребрендинг, представив Pixlr X, Pixlr E и Pixlr M. Платформа оборудована функциям интеграции данных и машинного обучения.
В 2023 году программа Pixlr X дает возможность только двух бесплатных скачиваний, за остальные предлагается заплатить.